# 10-es busz (Nyíregyháza)
A nyíregyházi 10-es buszvonal vasútállomás és Nyírszőlős között közlekedik. Megállóinak száma mindkét irányba 25 db. A vonalat a Volánbusz üzemelteti.

## Járművek
Solaris Urbino 12, Solaris Urbino 15, MAN Lion’s City

## Útvonal
Nyírszőlős felé:
Autóbusz-állomás - Toldi utca - Szabolcs utca - Bessenyei tér - Egyház utca - Vasvári Pál utca - Őz utca - Hímes utca - Kótaji utca 9-11. - Westsik Vilmos utca 4-6. - Westsik Vilmos utca 5. - Csongor utca - Szamos utca - Kincs utca - Westsik Vilmos utca 35. - Szegély utca - Jókai telepi elágazás - Nyírszőlős, Izabella utca - Nyírszőlős, Kollégium utca - Nyírszőlős, Sugár utca - Nyírszőlős, Pannónia utca
Vasútállomás felé:
Nyírszőlős, Pannónia utca - Nyírszőlős, Sugár utca - Nyírszőlős, Kollégium utca - Nyírszőlős, Izabella utca - Jókai telepi elágazás - Szegély utca - Westsik Vilmos utca 35. - Kincs utca - Szamos utca - Csongor utca - Westsik Vilnos utca 5. - Westsik Vilmos utca 4-6. - Kótaji utca 9-11. - Hímes utca - Őz utca - Vasvári Pál utca - Kelet Áruház - Bessenyei tér - Szabolcs utca - Toldi utca - Vasútállomás